# 謝偉俊
謝偉俊，JP（1959年1月21日—），籍貫香港新界元朗十八鄉瓦窰頭村（由水蕉老圍分支）原居民，2008年起出任香港立法會議員（先後當選旅遊功能組別，九龍東地區界別及選舉委員會界別）及2015年至2022年香港灣仔區議會樂活選區議員。他是澳洲及香港大律師出身，執業7年後轉為律師，1997年創立謝偉俊律師行，致力推廣法律服務「平民化」及「透明化」，創設離婚、破產，遺囑等「套餐」服務；新城電台1994-1997年間「法乎情」Phone-In節目前主持人、明報、東周刊等專欄作者。

## 早期生涯
謝偉俊童年居於蘇屋邨，其母每天早上開保母車接送學生賺錢，下午做家庭手工回家賺取外快，例如剪線頭及穿膠花，父親最初在加油站工作，後來先後轉職教車師傅及皇冠車行經紀，1989年父母移民到美國定居。其後，他於17歲前往澳洲讀書；曾在雪梨大學攻讀獸醫課程，一年後轉在新南威爾斯大學攻讀法律及商科（會計）雙學士。
畢業後註冊為新南威爾斯省及首都坎培拉大律師，後回港生活及執業至今。

## 政治生涯
謝偉俊以獨立素人身份參選2000年香港立法會選舉港島區直選及補選，仿傚無綫電視劇《男親女愛》中鄭裕玲飾演的「法律女超人」形象，以「法律超人」形象宣傳，但最後均告落敗。其後他在2004年香港立法會選舉中參選旅遊界功能界別以54票之差落敗。

### 旅遊界功能界別立法會議員
他在2008年香港立法會選舉中再參選旅遊界，僅以9票之差險勝旅遊業議會時任總幹事董耀中贏得議席，成為立法會議員。
謝不時於立法會提出一些比較「破格」的動議，包括於2010年1月提議停建添馬艦發展工程，建議政府分拆總部落入十八區，以振興地區經濟，交通分流及善用時值百多億元的金鐘地皮改為發展國際金融；以及於2011年1月出於反諷限制選舉經費設上限，對有經濟條件優勢參選人不公平，提出驟看似「無厘頭」修訂案（建議身高超過五呎四吋、學歷超過高中水平、或月薪高於一萬元的人士不得參選行政長官，以反諷現實上不可能限制有身高、學歷高及收入高優勢人士參選。

### 地區直選立法會議員
2012年，謝偉俊改以「獨立」名義競逐地區直選中九龍東選區議席，擊敗互搶選票人民力量黃洋達和社民連陶君行，成功當選九龍東選區的最後一席。
2012年12月30日，謝偉俊出席無綫互動新聞台節目《講清講楚》時，強調自己是「香港仔」，不是「西環契仔」，強調自己不會盲從中聯辦。謝偉俊表示，中聯辦官員不適宜太多露面，以免香港人以為香港「內地化」。謝又指不反對市民參加2013年1月1日的反梁振英遊行，認為梁振英的誠信問題已超越民怨爆發點，但不會要求梁振英下台。
2016年香港立法會選舉，謝偉俊在創建力量區議員支持下，在九龍東選區以47,527高票當選，連任立法會議員。
2019年香港區議會選舉，在對建制派極不利大形勢下，謝偉俊仍擊敗灣仔起步的楊子雋，連任區議員。

## 名下馬匹
他和白韻琴皆是香港賽馬會會員，兩人名下馬匹包括「名利多」、「小燕子」、「小紅馬」。2018-2019馬季，謝偉俊重新成為馬主，名下馬包括「狂想派」、「奪速」、「源源動力」、「鹿鼎記」、「金棵滿坻」、「令狐沖」、「陸小鳳」。

## 爭議

### 涉違反專業操守被罰停牌
謝偉俊1997年創辦「謝偉俊律師行」大力提倡及宣傳法律服務平民化及透明化，包括在報章、雜誌及小巴等賣廣告，並在40歲生日時以疑似裸體照，在《壹周刊》推廣「法律權益與生俱來」。後被香港律師會紀律審裁組起訴，指他涉嫌違反專業操守，因而判罰停牌二十一個月及罰款五萬元。謝不服判決，上訴至終審法院，部份指控獲撤銷，停牌期亦獲減至十二個月。

### 闖進直播室
2010年5月13日早上，在商業電台直播選舉論壇節目中途，因有份出席白韻琹被黃毓民粗暴喝罵，謝偉俊突然闖入直播室制止黃欺凌白韻琹，被1號候選人林依麗指罵無禮，後者追出走廊跟謝偉俊上身碰撞，林依麗激動報稱遭非禮。之後警方到場，未有人被捕。

### 提修訂限制參選人的身高、學歷及月入
2011年3月，立法會審議行政長官及立法會選舉（修訂）條例草案二讀及三讀。謝偉俊就議案提出修訂，包括限制身高超過五呎四吋、學歷超過高中水平、月薪高於一萬元的人參選超級區議會議席。
謝偉俊解釋，有關修訂是想引發社會對於選舉經費設置上限的討論及反思，指經濟條件是某些參選人最具優勢本錢，正如一些候選人有身高、學歷、收入優勢一樣，限制經濟優勢但卻不限制其他個人優勢，表面上公平，其實有矛盾。

### 反對自己提出的動議
謝偉俊曾至少兩次公開反對自己提出的動議。2010年，立法會審議造價超過六百億元的高鐵撥款，由於相關議案引起極大爭議，泛民主派提出大量動議追問撥款細節。支持高鐵的謝偉俊及後亦提出動議，要求政府未來在進行大型工程時，要考慮議員提出的動議及加強諮詢。不過在表決時，謝卻舉手反對即時處理自己提出的動議，公民黨議員余若薇未明原因批評他猶如「精神分裂」。
2012年，社民連議員梁國雄因反對替補機制而衝擊政府論壇，被判監兩個月。謝偉俊因而動議解除他的議員職務，不過在發言時，謝卻指出由於案件仍未有終審結果，即時罷免對梁並不公平，指出動議祗旨在按議事規則引起辯論，故反對自己提出的動議。

### 選舉論壇被主持人「設伏」
2012年香港立法會選舉，謝偉俊轉戰九龍東選區。由於謝是由旅遊界「空降」到該區，一直被指不熟悉當區事務，故在Now新聞台舉行的選舉論壇上，主持人特意問到一些九龍東的民生問題，包括「和樂邨及馬頭圍重建計劃」的細節和其他當區的議題。不過，主持人提到的計劃及議題大多是虛構的，而馬頭圍屬於九龍城區，應是九龍西選區而不是九龍東之內。惟謝未有指出相關錯誤，亦沒有正面回應問題。

### 港視風波立場
2013年11月8日，於香港免費電視牌照爭議中，謝偉俊起初一直聲稱支持引用特權法調查事件，並且曾經參與泛民聯署，力促政府發三個新電視牌的。不過投票時他突然改投棄權票。議案最終不獲通過。
事後，謝承認曾與中聯辦接觸，討論發牌事宜，經「嚴重反思」後在投票前五分鐘改變立場。他承認自己的投票取向與之前的說法不同，並為此道歉。他支持發牌，但反對行會公開資料，這是有違傳統做法，結果社會誤解他反對反牌。

### 未有投票支持政改
2015年6月17至18日，立法會討論及表決政改方案。28名民主派議員事前表明不接受特首參選人需取得過半提委支持才能成為候選人的規定，又稱不能令港人成「橡皮圖章」，加上醫學界梁家騮因為多個業界民調都顯示反對政改的醫生較支持多，而決定投反對票，議案預料難以獲三分之二議員支持通過。當天建制派為了等待遲到、帶病的劉皇發一起表決，包括謝偉俊在內大部份建制派離場，意圖令會議因在席人數不足而暫停，讓劉趕及回來。然而部份建制派因突發情況混亂及溝通不足，並未有一起離場，導致會議有足夠人數繼續進行，最後立法會以廿八票對八票大比數否決政改方案。
事後建制派手機通訊群組的對話內容曝光，顯示包括立法會主席曾鈺成在內的建制派議員當天正討論發言及投票策略。謝偉俊否認自己是洩露內容的「內鬼」，指洩密的人未必是群組內的議員，並認為事件應適可而止。

### 二次創作「老本論」
曾提過不介意作品被抄的填詞人黃偉文在個人臉書回應，指謝偉俊「食老本便不介意被抄襲」的言論聽得他好頭暈。他認為失去創作能力的人，才介意被抄襲，「只有創作力源源不絕的人才不怕大方宴客。」黃偉文回應謝偉俊早年曾cosplay「法律超人」的事跡，留言說：「嗰個乜乜超人，咪二次創作囉，你而家又去反二次創作；今日仲講緊廿幾年前嘅呢個造型？我都做咗幾世人啦！食老本嗰個唔知係邊個呢？哈哈哈！」

### 與李家超在議會「駁火」
2024年1月，在特首李家超與議員進行的交流答問大會中，謝偉俊公開點出李家超政府的施政問題，譬如執法人員「日夜贈慶」地抄牌，重罰阻街商販，嚴厲打擊工廈食肆及書店，被外界指責是「濫罰搶錢」之舉；又如樓市政策失焦，市民「股、樓、債都損失嚴重」等。再加上政府的施政作風，讓部分市民有「親無納稅的小紅書帳戶，遠離真正納稅的香港人」的感受。
李家超指謝偉俊的發言讓他想起2019年反修例運動中「黑暴」「軟對抗」和「反對力量」勢力經常使用的用辭，聲言看到有苗頭出現就要嚴厲打擊。他還表示，如果將向某個地方宣傳以挑撥離間的方式去形容，便是一種「迂腐且危險的態度」。他表示自己有責任將社會帶出正向思維，希望大家避免將小矛盾化大，不把不是矛盾的事情說成矛盾。

## 軼事
2012年，謝偉俊拍打白韻琹屁股的片段在Youtube流出，被網民非議。